# Rodenberg (Stepenitztal)
Rodenberg ist ein Ortsteil der Gemeinde Stepenitztal im Landkreis Nordwestmecklenburg in Mecklenburg-Vorpommern.

## Geschichte
Rodenberg wurde im Ratzeburger Zehntregister von 1230 als Rodenberge erstmals urkundlich erwähnt. Der Ort wurde von seinem Eigentümer, dem Herzog von Mecklenburg, 1341 an die Gebrüder Bülow verkauft, die es 1376 an den Bischof von Ratzeburg Heinrich II. von Wittorf weiterverkauften. Seit dieser Zeit gehörte Papenhusen zum Tafelgut des Bischofs und damit zum späteren Fürstentum Ratzeburg.
Rodenberg und die anderen Ortsteile der Gemeinde Papenhusen auf der südlichen Seite der Stepenitz unterschieden sich daher in der Besitzstruktur durch das Vorherrschen großer, freier Bauernstellen. Davon gab es in Papenhusen zwei, in Rodenberg vier und in Rüschenbeck zwei, die teilweise über Jahrhunderte im Besitz einer Familie bleiben. In Rodenberg kann die Familie Ren(t)zow ihre Bauernstelle bis ins Jahr 1379 zurückverfolgen, als ihr Vorfahr vom Ratzeburger Bischof Heinrich II. von Wittorf damit belehnt wurde.
Drei von vier ansässigen Höfen sind an der Spitze eines kleinen rechteckigen Angers an der Stepenitz gelegen. Der vierte liegt am Eingang des Dorfes. Früher war Rodenberg durch eine Brücke über die Stepenitz mit Hanstorf verbunden. Doch dieser Steg wurde am Ende der 1950er Jahre entfernt. Später war nur noch ein kleiner Übergangssteg vorhanden.
Vor dem Zusammenschluss der Gemeinden Börzow, Mallentin und Papenhusen zur Gemeinde Stepenitztal am 25. Mai 2014 war der Ort Bestandteil der Gemeinde Papenhusen.